# Championnats du monde de patinage de vitesse sur piste courte 1997
Navigation
Édition précédente Édition suivante
Les Championnats du monde de patinage de vitesse sur piste courte 1997 se déroulent du 28 au 30 mars 1997 à Nagano au Japon et permettent de tester l'infrastructure utilisée l'année suivante pour les épreuves de patinage de vitesse sur piste courte aux Jeux olympiques de 1998.

## Résultats

### Hommes
| Épreuve         | Or                         | Or       | Argent                     | Argent   | Bronze                  | Bronze   |
| --------------- | -------------------------- | -------- | -------------------------- | -------- | ----------------------- | -------- |
| Toutes épreuves | Kim Dong-Sung Corée du Sud |          | Marc Gagnon Canada         |          | Satoru Terao Japon      |          |
| 500 m           | Derrick Campbell Canada    | 43.424   | Kim Dong-Sung Corée du Sud | 43.557   | Satoru Terao Japon      | 43.697   |
| 1 000 m         | Kim Dong-Sung Corée du Sud | 1:35.187 | Lee Jun-Hwan Corée du Sud  | 1:35.303 | Kai Feng Chine          | 1:50.706 |
| 1 500 m         | Marc Gagnon Canada         | 2:21.322 | Orazio Fagone Italie       | 2:21.617 | Mirko Vuillermin Italie | 2:22.063 |
| 3 000 m         | Kim Dong-Sung Corée du Sud | 5:14.057 | Satoru Terao Japon         | 5:14.353 | Marc Gagnon Canada      | 5:14.484 |
| Relais 5 000 m  | Corée du Sud               | 7:00.042 | Canada                     | 7:07.206 | Italie                  | 7:09.028 |

### Femmes
| Épreuve         | Or                                              | Or       | Argent                     | Argent   | Bronze                      | Bronze   |
| --------------- | ----------------------------------------------- | -------- | -------------------------- | -------- | --------------------------- | -------- |
| Toutes épreuves | Chun Lee-kyung Corée du Sud Yang Yang (A) Chine |          | Pas de prix.               |          | Won Hye-Kyung Corée du Sud  |          |
| 500 m           | Yang Yang (A) Chine                             | 45.946   | Isabelle Charest Canada    | 52.050   | Marinella Canclini Italie   | 54.374   |
| 1 000 m         | Yang Yang (A) Chine                             | 1:35.394 | Won Hye-kyung Corée du Sud | 1:35.461 | Chun Lee-kyung Corée du Sud | 1:35.463 |
| 1 500 m         | Chun Lee-kyung Corée du Sud                     | 2:29.426 | Won Hye-kyung Corée du Sud | 2:29.554 | Yang Yang (S) Chine         | 2:30.467 |
| 3 000 m         | Chun Lee-kyung Corée du Sud                     | 5:44.161 | Won Hye-kyung Corée du Sud | 5:44.261 | Yang Yang (A) Chine         | 5:44.358 |
| Relais 3 000 m  | Canada                                          | 4:21.232 | Corée du Sud               | 4:21.363 | Japon                       | 4:21.606 |

## Tableau des médailles
| Rang  | Nation       | Or | Argent | Bronze | Total |
| ----- | ------------ | -- | ------ | ------ | ----- |
| 1     | Corée du Sud | 8  | 6      | 2      | 16    |
| 2     | Canada       | 3  | 3      | 1      | 7     |
| 3     | Chine        | 2  | 0      | 3      | 5     |
| 4     | Italie       | 0  | 1      | 3      | 4     |
| 4     | Japon        | 0  | 1      | 3      | 4     |
| Total | Total        | 13 | 11     | 12     | 36    |